# Larici della Val d'Ultimo
I larici della Val d'Ultimo (in tedesco: Ultner Urlärchen) sono tre larici europei che si trovano nei pressi di Santa Gertrude in Val d'Ultimo. Sono noti per la loro età elevata, che è stimata in 850 anni.

## Posizione
I larici fanno parte di una foresta protettiva e rappresentano gli ultimi resti di un gruppo originariamente più ampio di larici monumentali, di cui circa una dozzina, a causa  di eventi naturali o abbattimenti, caddero vittime nel XIX e all'inizio del XX secolo. I larici primitivi si trovano ad un'altitudine di circa 1 430 m.

## Età

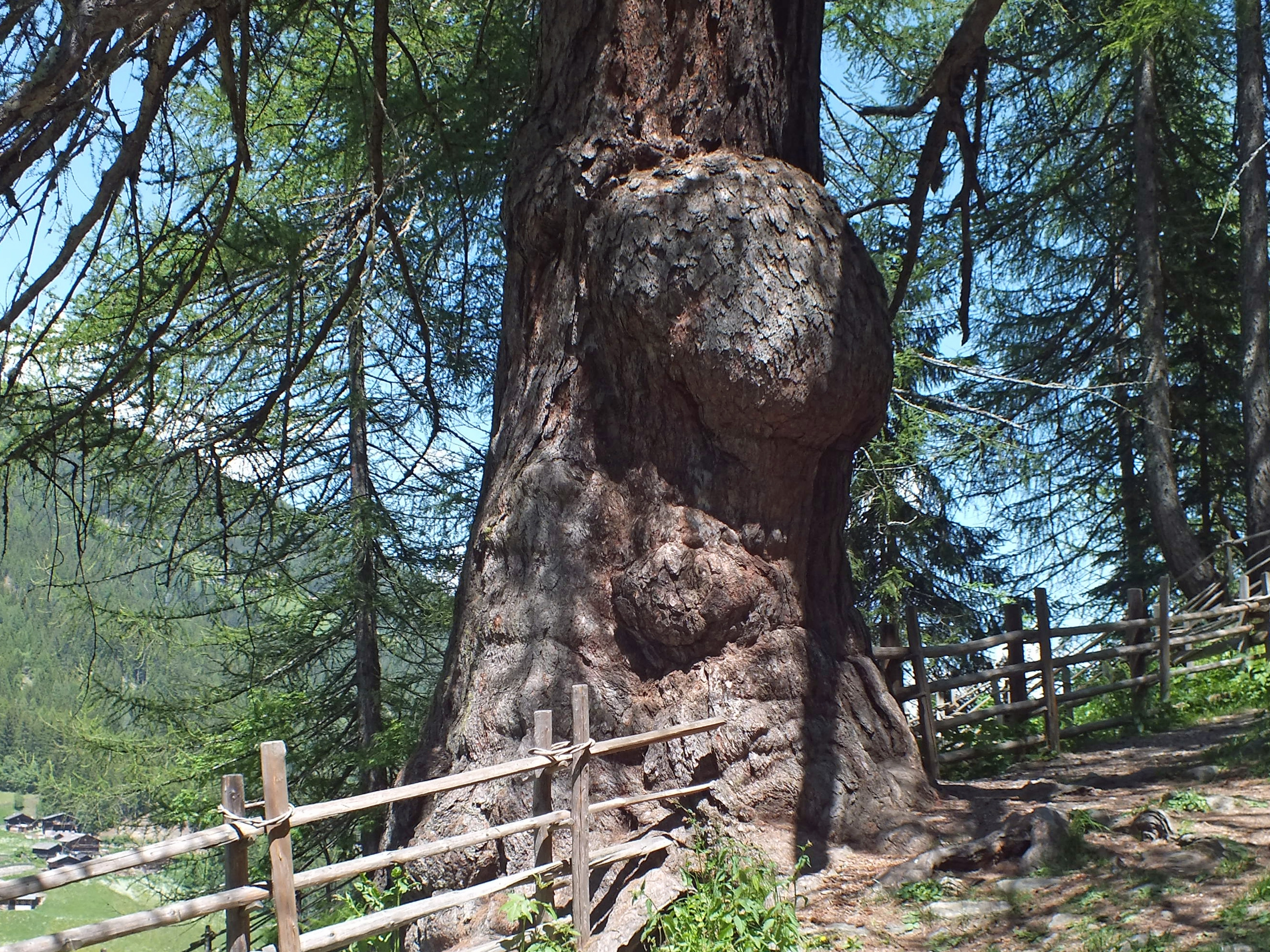
Uno dei larici

Nel 1930 una tempesta abbatté un esemplare del gruppo dei larici. Dai successivi esami, secondo un medico locale, il dott. Pardeller, la circonferenza del tronco misurava 7,8 m. e contava 2200 anelli annuali. Per molto tempo, quindi, i tre larici ancora in essere furono datati a quell'epoca.
Birgit Lösch dell'Università di Innsbruck ha tentato per la prima volta una determinazione dell'età scientifica nell'ambito di una tesi di diploma accettata nel 2004. Poiché la putrefazione del fusto ha impedito il conteggio degli anelli annuali, l'età dell'albero doveva essere approssimativamente determinata usando vari metodi di calcolo per stimare il numero mancante di anelli annuali. I risultati dei test hanno reso probabile un'età di circa 850 anni. I tre larici primordiali avrebbero dovuto germogliare intorno all'anno 1150.

## Descrizione

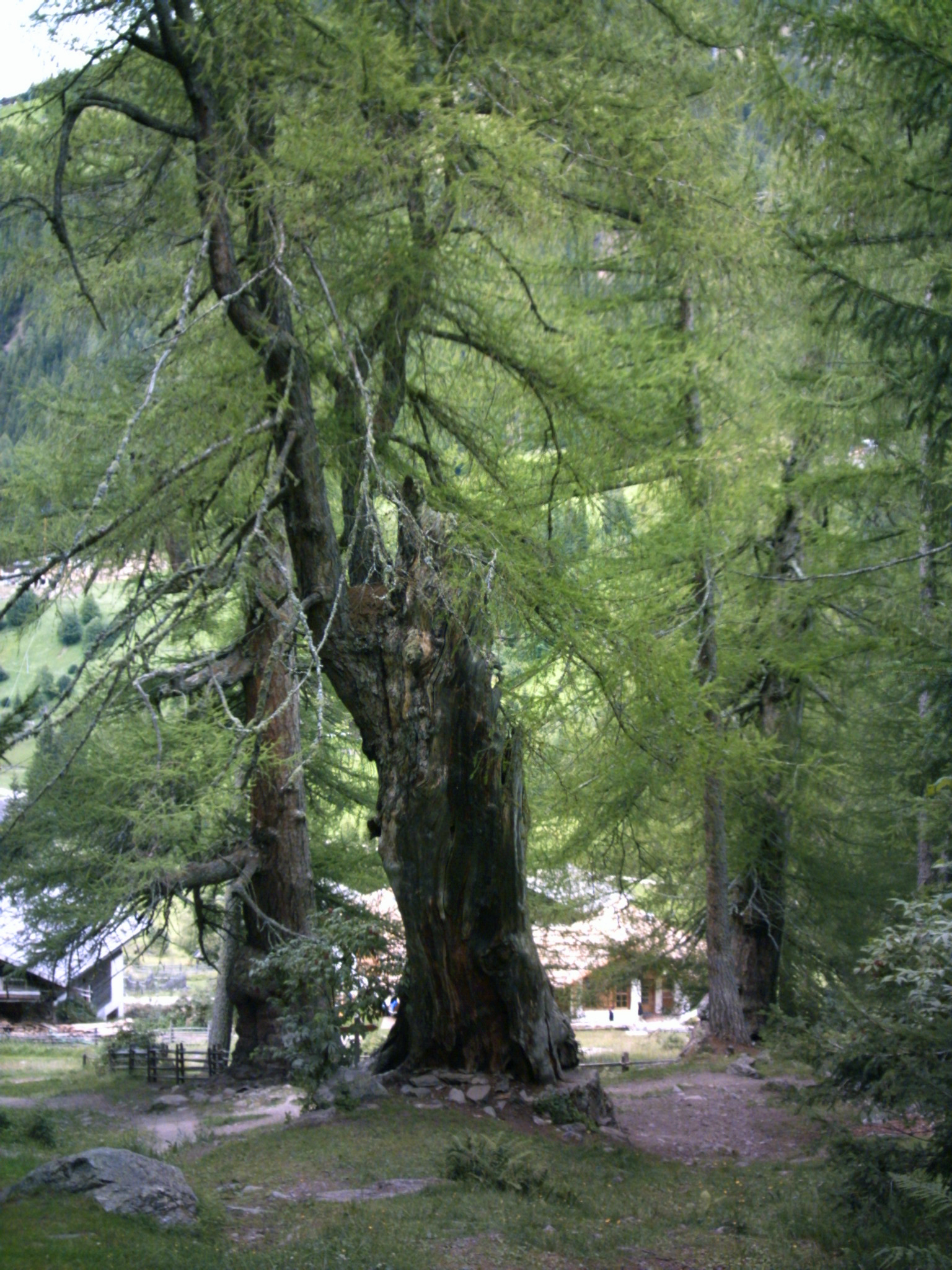
Larice con tronco rotto

I tre larici sono disposti in un triangolo sul pendio della montagna. Il larice più alto (visto in basso a sinistra) è alto 36,5 m., ha una circonferenza del tronco di 7 m. e la cima d'albero che è stata arsa da un fulmine. Il larice più grande (in basso a destra) con una circonferenza del tronco di 8,34 m., ha quasi la stessa altezza a 34,5 m. e ha perso la parte superiore. Ha una grande crescita sul tronco. Il terzo larice (superiore) ha una grande cavità del tronco ed è scoppiato ad un'altezza di 6 m.; Da allora, un ramo laterale ha assunto il ruolo di guida principale, che è cresciuta fino a un'altezza di 22,5 m.

## Uomo e larice
I larici erano originariamente conosciuti popolarmente come "larici di pipistrello", perché i loro alberi erano abitati da pipistrelli. Il nome larice è più recente. Nel 1979 gli alberi furono designati come monumenti naturali e successivamente stabilizzati da cavi e cornici d'acciaio. Nel 2002, l'ambiente è stato ridisegnato con corsie e recinzioni per proteggere i larici.